# Girl's Day
Le Girl's Day (걸스데이?) sono state gruppo musicale sudcoreano, formatosi a Seul nel 2010.

## Storia

### Prima del debutto
La DreamTea Entertainment cominciò le attività per le Girl's Day prima ancora che esse debuttassero, con la creazione di un sito ufficiale, un canale YouTube, e un account Twitter per il gruppo e per ogni singolo membro. Inoltre, il gruppo fece dei flash mob nelle vie commerciali di Seul, guadagnando interesse.

### 2010: debutto, il cambio nella formazione eNothing Lasts Forever

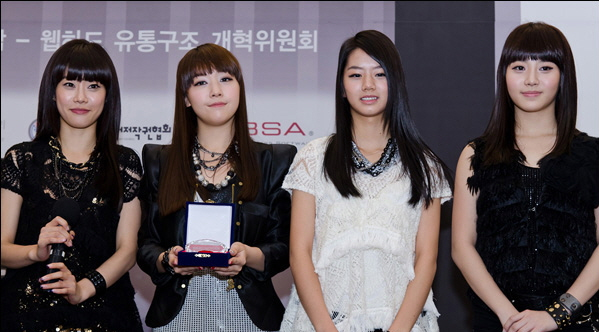
Sojin, Minah, Hyeri e Yura nel novembre 2010.

Il 7 luglio 2010, il quintetto debuttò con il brano "Tilt My Head", e due giorni dopo pubblicarono l'EP Girl's Day Party #1. Dopo solo due mesi dal debutto, il 12 settembre, fu annunciato tramite l'account Twitter del gruppo che i membri Jisun e Jiin avrebbero lasciato il gruppo per concentrarsi su obiettivi personali e che due nuovi membri avrebbero preso il loro posto: il 14 settembre Yura e Hyeri vennero aggiunte. Con la nuova formazione, il 29 ottobre fu pubblicato il primo singolo digitale del gruppo, "Girl's Day Party #2", con la title track, "Nothing Lasts Forever", il giorno seguente. Nel dicembre 2010, le Girl's Day registrarono il loro primo programma televisivo, We Are Dating, spin-off di Uri gyeolhonhaess-eo-yo, insieme agli U-KISS.

### 2011:Twinkle Twinkle,EverydayeDon't Let Your Eyes Wander!
Il 4 marzo 2011, il gruppo tenne un incontro con i fan giapponesi dove annunciarono l'uscita di un secondo singolo, "Girl's Day Party #3", per il 18 marzo; delle foto teaser furono pubblicate il 13 e 15 marzo, mentre il teaser del video musicale di "Twinkle Twinkle" fu diffuso il 13. Il video musicale completo uscì il 16 marzo e il giorno dopo cominciarono le promozioni nei programmi M! Countdown, Music Bank, Show! Music Core e Inkigayo, dove il brano entrò nella top 10; esse terminarono il 15 maggio 2011. Il 17 maggio, le Girl's Day tennero il loro primo concerto a Taiwan con gli U-KISS e i Super Junior-M. Il I Love You Taiwan - We Are Friends Concert (사랑해(莎朗嘿) 台灣! WE ARE FRIENDS 演唱會) venne organizzato dalla Korea Tourism Organization.
Il 3 luglio, il gruppo annunciò il loro ritorno con un secondo EP, Everyday, e la title track "Hug Me Once". Il teaser del video musicale fu diffuso lo stesso giorno. Il disco venne pubblicato il 7 luglio 2011, contenente anche brani precedenti come "Nothing Lasts Forever" e "Twinkle Twinkle". Le promozioni per "Hug Me Once" finirono il 6 agosto. Il 29 agosto fu annunciato un nuovo singolo intitolato "Girl's Day Party #4", contenente la canzone "Don't Let Your Eyes Wander!". Il 30 furono pubblicate le foto teaser, mentre il brano il 2 settembre. La canzone guadagnò un'ottima posizione nelle classifiche musicali, raggiungendo anche i primi posti.

### 2012:Everyday II, l'abbandono di Jihae eDon't Forget Me

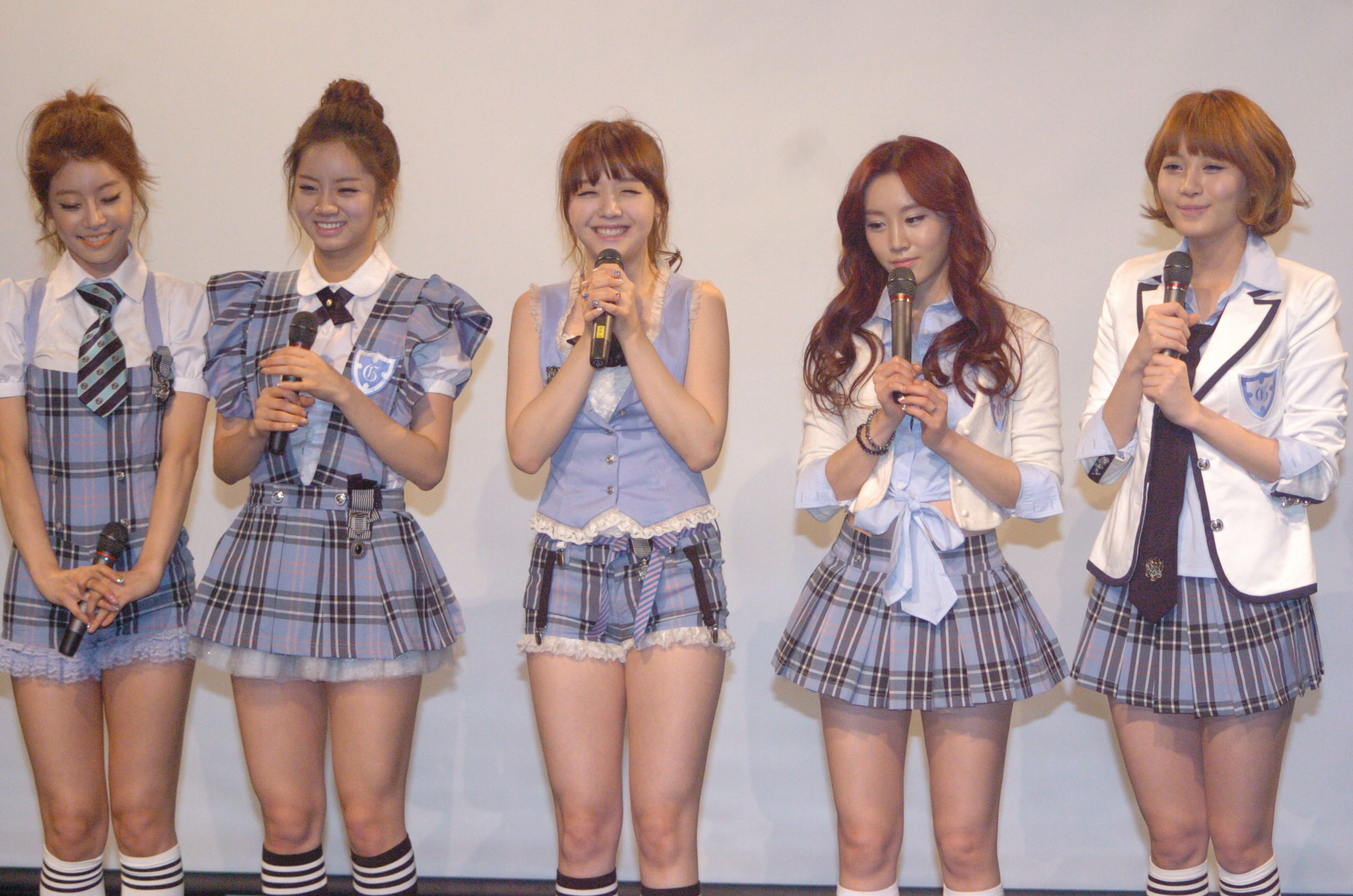
Le Girl's Day nel 2012.

Il gruppo pubblicò il terzo EP Everyday II il 18 aprile 2012, annunciato in precedenza il 10 aprile con la copertina del disco. Esso include la nuova title track "Oh! My God" e il precedente singolo "Don't Let Your Eyes Wander!" e altre tre nuove canzoni.
Il 17 ottobre, la DreamTea rivelò che Jihae avrebbe lasciato il gruppo per motivi personali, mentre i rimanenti membri tornarono il 26 ottobre con il brano "Don't Forget Me", tratto dal quinto singolo digitale, "Girl's Day Party #5". Il 31 dicembre venne rivelata l'uscita del primo album in studio per febbraio 2013. Venne, inoltre, dichiarata la possibilità dell'aggiunta di un nuovo membro in futuro.

### 2013:Expectation,Female Presidente successo crescente
Le Girl's Day pubblicarono il singolo "White Day" il 21 febbraio 2013. Il 7 marzo fu rivelato il titolo dell'album, Expectation, che sarebbe uscito il 14 marzo, lo stesso giorno del White Day. L'omonima title track si rivelò un successo, vincendo il premio 'canzone più ascoltata dell'anno' ai Gaon Chart K-pop Awards e diventando il secondo brano dopo "Twinkle Twinkle" ad entrare in top 10. Il 20 giugno fu pubblicato un video teaser e il 24 ritornarono con la ristampa dell'album, intitolata Female President. La traccia promozionale della ristampa permise al gruppo di vincere per la prima volta nel programma televisivo Inkigayo. Il 27 luglio si conclusero le promozioni per Female President con un brano intitolato "Please Tell Me". Il 15 ottobre, le Girl's Day pubblicarono la canzone "Let's Go", scritta e composta dalla leader Sojin, e dedicata ai giovani studenti preoccupati del futuro con gli esami finali vicini.
Nella classifica dei gruppi di maggior successo del 2013 stilata dal media outlet Dispatch, le Girl's Day apparvero all'ottavo posto, sotto Girls' Generation, SISTAR, f(x), 4Minute, 2NE1, Apink, Crayon Pop.

### 2014-oggi:Everyday III,Summer PartyeI Miss You

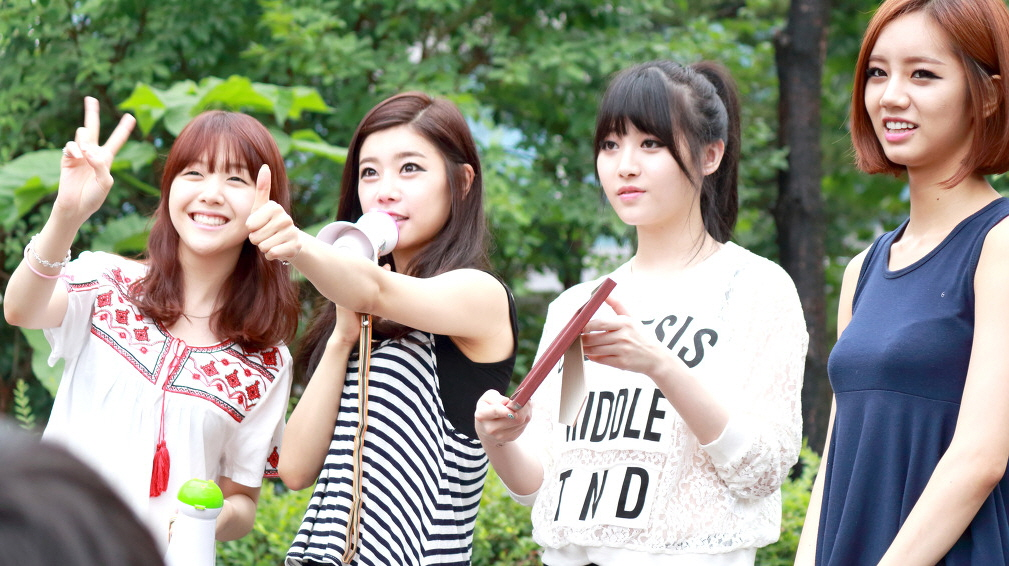
Le Girl's Day a luglio 2013.

Il 20 dicembre 2013, la DreamTea annunciò che il gruppo avrebbe pubblicato il loro quarto EP il 3 gennaio 2014. Aggiunse che il concept sarebbe stato più femminile e maturo, diverso da quello dei precedenti brani "Expectation" e "Female President". Il 27 dicembre, una foto teaser rivelò il titolo del disco, Everyday III, con il brano "Something", scritto e prodotto da Duble Sidekick, come title track. Il 30 dicembre, delle foto teaser per "Something" furono postate sulla loro pagina Facebook e fu pubblicato un video teaser. Il 3 gennaio 2014 uscì l'EP completo con il video musicale della title track, il quale raggiunse in un giorno un milione di visualizzazioni. Il pezzo arrivò al secondo posto nella K-pop Hot 100 e Circle Chart, e al primo nelle classifiche online e nel Monthly National Digital Singles Ranking della Gaon; rimase per ben otto settimane nella top 10 della K-pop Hot 100, diventando il primo gruppo del 2014 a raggiungere questo traguardo. Le promozioni si conclusero il 16 febbraio.
Il 6 aprile tennero un incontro con i fan in Giappone, dove rivelarono che sarebbero tornate con un nuovo EP a giugno. Dichiararono, inoltre, che avrebbero abbandonato il concept sexy utilizzato con "Expectation", "Female President" e "Something". Il 4 maggio venne annunciato che il loro ritorno sarebbe stato posticipato a luglio per elevare la qualità dell'album. Il 14 maggio, la Kiscover aprì un canale streaming dedicato alle Girl's Day. Il 9 giugno fu confermato il ritorno per il 14 luglio con l'EP Summer Party, prodotto da Duble Sidekick, che celebra il quarto anniversario del debutto delle Girl's Day. Il 19 giugno, la DreamTea Entertainment confermò il primo concerto solista del gruppo al AX-Korea di Gwangju, per il 13 luglio, i cui proventi furono donati a Plan Korea, di cui le Girl's Day fungono da ambasciatrici. Ad agosto, il gruppo fece volontariato in Thailandia per il secondo anno consecutivo con Plan Korea.
Il 15 ottobre, le Girl's Day pubblicarono il brano "I Miss You", insieme all'EP omonimo di tipo smart card: sono il primo gruppo musicale nel mondo a pubblicare un disco di questo tipo, attraverso Kihno, dove gli utenti sono in grado di utilizzare la funzione NFC nei loro smartphone per accedere sia alle canzoni che ai video musicali, così come una moltitudine di immagini. Il 26 novembre verrà pubblicata in Giappone una raccolta dal titolo Best Album.

## Formazione
- Park So-jin – leader, voce (2010-2017)
- Yura – voce, rap (2010-2017)
- Bang Min-ah – voce (2010-2017)
- Lee Hye-ri – voce (2010-2017)

Ex-membri
- Hwang Ji-sun – voce (2010-2011)
- Lee Ji-in (– voce (2010)
- Woo Ji-hae – rap (2010-2012)

## Discografia

### Album in studio
- 2013 – Expectation
- 2015 – Love

### EP
- 2010 – Girl's Day Party #1
- 2011 – Everyday
- 2012 – Everyday II
- 2014 – Everyday III
- 2014 – Summer Party
- 2014 – I Miss You
- 2017 – Girl's Day Everyday #5

### Raccolte
- 2014 – Best Album

### Riedizioni
- 2013 – Female President